# Zamach na Józefa Piłsudskiego we Lwowie

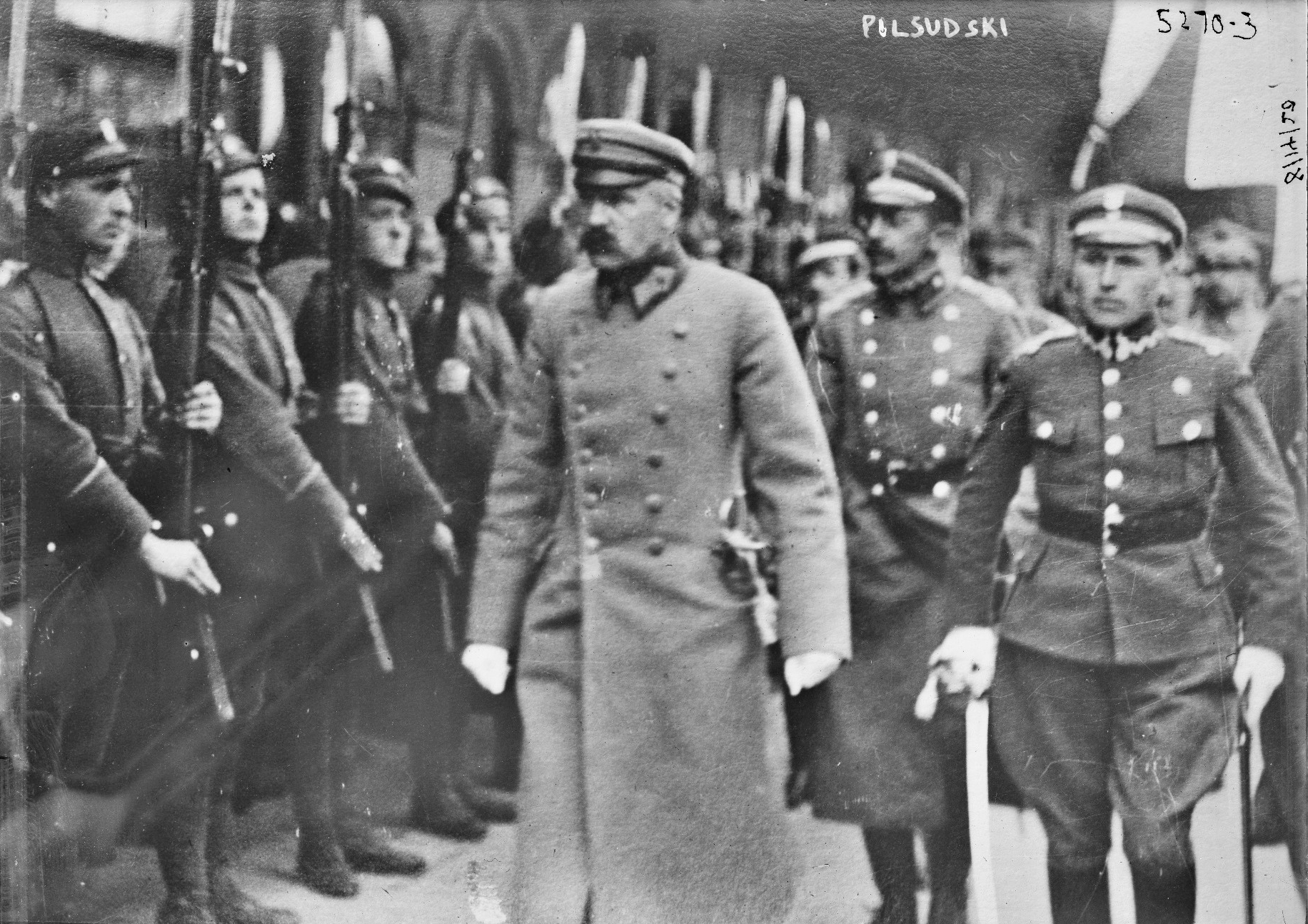
Józef Piłsudski podczas przeglądu oddziałów

Zamach na Józefa Piłsudskiego we Lwowie – nieudany zamach na Józefa Piłsudskiego dokonany we Lwowie 25 września 1921 przez Ukraińską Organizację Wojskową.

## Okoliczności zamachu
Głównym organizatorem zamachu były organizacje związane z emigracyjną Ukraińską Organizacją Wojskową płk. Jewhena Konowalca – Komitet Ukraińskiej Młodzieży oraz Wola. Były to grupy młodzieży ukraińskiej i byłych oficerów, którzy drogą akcji początkowo sabotażu i dywersji, a następnie otwartej walki zbrojnej z Polską i ZSRR pragnęli doprowadzić do powołania niepodległego państwa ukraińskiego na terenach Małopolski Wschodniej oraz Ukrainy Naddnieprzańskiej.
Na zebraniu lwowskich działaczy Woli zapadła decyzja o zamachu na Piłsudskiego podczas Targów Wschodnich. Spiskowcy znali dokładnie plan jego pobytu we Lwowie. Wola podzielona została na grupy pięcioosobowe. Jedna z nich miała wykonać zamach. Drogą losowania wybrano wykonawcę, którym został Stepan Fedak. Zaopatrzony w fałszywy paszport z wizą niemiecką, zaraz po zamachu miał wyjechać do Berlina. W akcji mieli mu pomagać pozostali towarzysze z grupy. Student prawa Dmytro Palijiw miał stać tuż obok Fedaka, aby zaraz po strzałach obezwładnić go i wzywać policję. Z pomocą miał pospieszyć inny spiskowiec przebrany w mundur majora Wojska Polskiego. Obaj mieli wyprowadzić Fedaka z tłumu, wsiąść z nim do wynajętego samochodu osobowego i rzekomo odwieźć do więzienia – w rzeczywistości wywieźć za miasto.

## Przebieg zamachu

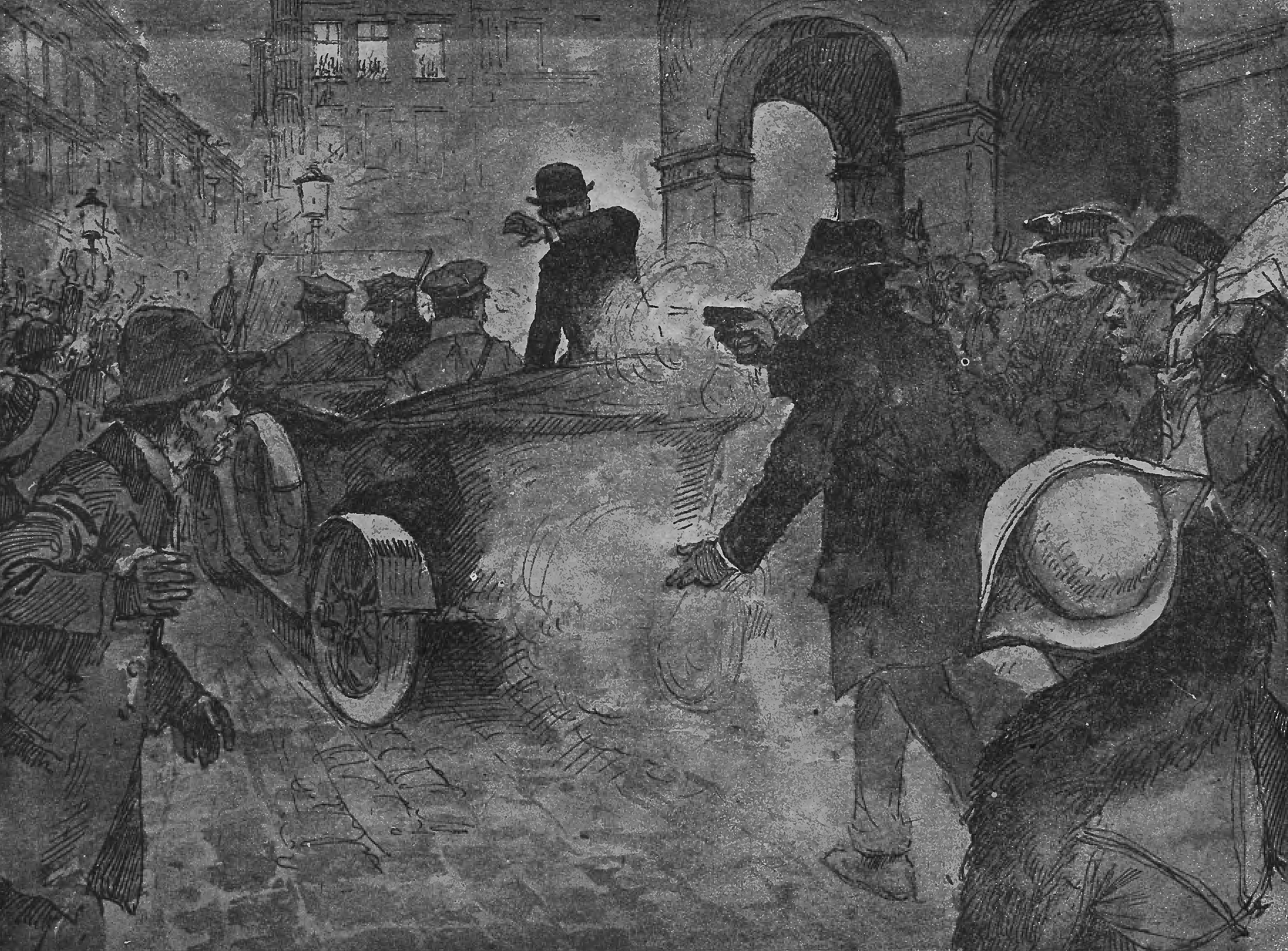
Scena zamachu przedstawiona na okładce „Nowości Illustrowanych”

25 września 1921 Naczelnik Państwa Józef Piłsudski przyjechał z oficjalną wizytą do Lwowa, aby otworzyć zorganizowane w tym mieście pierwsze Targi Wschodnie. Po uroczystym powitaniu na dworcu, defiladzie wojskowej, wśród długiego szpaleru uczniów lwowskich szkół i mieszkańców Lwowa, odkrytym samochodem, w towarzystwie prezydenta miasta Józefa Neumanna Piłsudski udał się do katedry łacińskiej. Po mszy złożył kurtuazyjną wizytę arcybiskupowi lwowskiemu Józefowi Bilczewskiemu i pojechał do parku Stryjskiego na otwarcie Targów. Po uroczystościach związanych z otwarciem targów, a także pośpiesznym zwiedzeniu ekspozycji udał się na kolejne spotkania – z bankowcami, dziennikarzami i wreszcie do ratusza na uroczystość odsłonięcia ufundowanego przez władze miejskie wielkiego godła państwowego. W czasie rozmowy z publicystą „Ilustrowanego Kurjera Codziennego” mówił m.in. o konieczności unormowania stosunków polsko-ukraińskich na zasadzie porozumienia. Po zakończonych obiadem uroczystościach, około godz. 20 Piłsudski wyszedł z ratusza bez eskorty, w towarzystwie wojewody lwowskiego Kazimierza Grabowskiego. Przez tłum przecisnął się ku nim Stepan Fedak – 20-letni Ukrainiec, syn znanego lwowskiego adwokata i działacza ukraińskiego – dr Stepana Fedaka.
Marszałek Piłsudski i wojewoda Grabowski wsiedli pod ratuszem do odkrytej limuzyny (Piłsudski siedział z lewej strony). Samochód ruszył bardzo wolno, gdy nagle rozległ się głośny huk. Wojewoda, pewien, że to wystrzał ze źle wyregulowanego silnika samochodu, siedział wyprostowany, natomiast Piłsudski, który od razu poznał, że to strzał z pistoletu, odruchowo pochylił głowę. Pocisk minął go o włos i uderzył w szybę. Padły kolejne dwa strzały. Jeden pocisk trafił wojewodę w prawe ramię, drugi – w lewą rękę. Wojewoda osunął się z siedzenia, Piłsudski podtrzymał go. Starszy posterunkowy policji Jakub Skweres rzucił się na zamachowca i chwycił go za gardło. Padający Fedak strzelił czwarty raz i ranił się w pierś. Tłum ludzi rzucił się na niego. Od niechybnej śmierci uratowali go policjanci i żołnierze z warty przed ratuszem, którzy kolbami karabinów roztrącili linczujących.

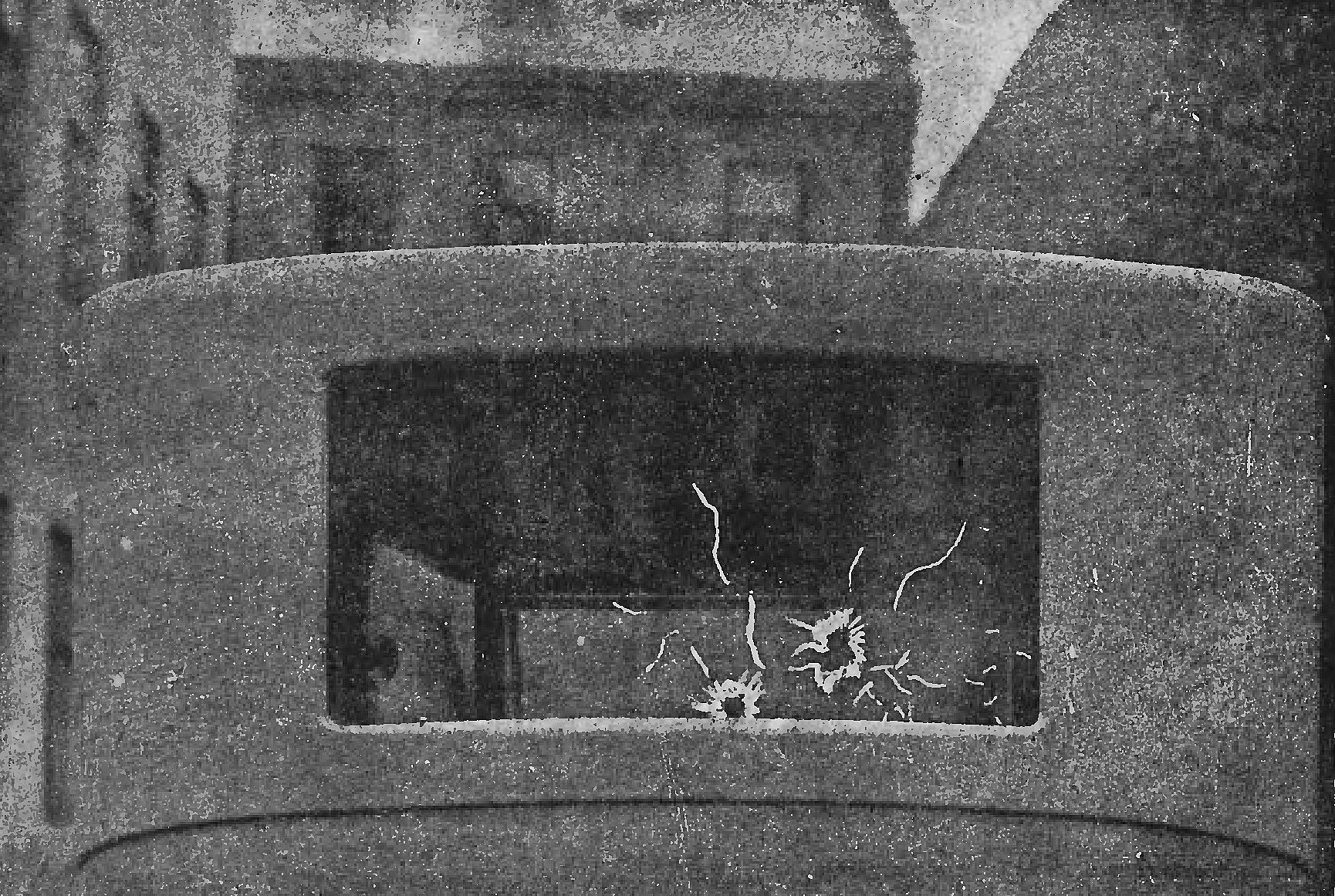
Pojazd z przestrzelinami

Wojewoda został opatrzony przez lekarzy i udał się do domu, natomiast Piłsudski pojechał zgodnie z planem do Teatru Wielkiego, gdzie został owacyjnie powitany przez zgromadzoną tam publiczność.
Ranny, ciężko pobity Fedak pod eskortą policji trafił do szpitala. Natychmiast przesłuchany przez policję fałszywie zeznał, że chciał zastrzelić jedynie wojewodę, który był wrogiem ludności ukraińskiej, a potem zamierzał demonstracyjnie wręczyć pistolet naczelnikowi Piłsudskiemu. Kiedy został obszukany, okazało się, że ukrywał w bieliźnie jeszcze nóż. Ponieważ nie udało się w pierwszej chwili ustalić jego tożsamości, po mieście zaczęły krążyć pogłoski, że autor zamachu związany był z komunistami lub był Żydem. Dopiero później Fedak sam podał swoją tożsamość.
Po zakończeniu spektaklu w teatrze w budynku władz województwa odbył się uroczysty bankiet, na który przybył także ranny wojewoda Grabowski.

## Skutki zamachu
Przez cały miesiąc po zamachu policja zatrzymała lub przesłuchiwała szereg działaczy ukraińskich ze Lwowa. Na łamach prasy toczyła się dyskusja o ataku na Piłsudskiego, w której próbowano dokonać analizy motywów sprawcy i niesłusznie doszukiwano się związków między Ukraińcami a komunistami.
W październiku i listopadzie 1922 we Lwowie toczył się proces Fedaka, skazanego na 6 lat więzienia za usiłowanie zabójstwa. Cały czas zamachowiec utrzymywał, że jego ofiarą miał być jedynie wojewoda, jednak zeznaniom tym sąd nie dał wiary z uwagi na wypowiedzi świadków, zgodnie wskazujących na to, że pierwszy wystrzał zmierzał wyraźnie w kierunku Piłsudskiego.
Razem z zamachowcem sądzono całą grupę ukraińskich działaczy ze Lwowa: na ławie oskarżonych zasiedli Franciszek Józef Sztyk, Dmytro Palijiw, Ostap Kobierśkyj, Wasyl Kuczabśkyj, Mychajło Matczak, Petro Jaremijczuk, Leonard Hołubowycz, Mykoła Tofan, Jan Bielecki, Ostap Horobijowśkyj, Jewhen Zyblikewycz, Bohdan Hnatewycz. Trzech pierwszych oskarżono o usiłowanie morderstwa oraz o zdradę stanu. Palijiw, Matczak, Zyblikewycz oraz Jaremijczuk zostali skazani na 2,5 roku więzienia, Sztyk – na 1,5 roku. Inni podsądni zostali uniewinnieni.
Fedak nie odbył całej kary – zwolniony na skutek amnestii wyjechał do Niemiec. Nie są znane jego losy po II wojnie światowej. Aresztowania, które nastąpiły po zamachu, na około rok poważnie utrudniły działanie UWO, która została odbudowana dopiero za sprawą działań powracającego z zagranicy Konowalca.
Dmytro Palijiw i Mychajło Matczak po odbyciu kary byli posłami na Sejm, pierwszy z ramienia UNDO, drugi – Ukraińskiej Radykalnej Partii Socjalistycznej.